# Адамс (окръг, Илинойс)
Вижте пояснителната страница за други значения на Адамс.
Окръг Адамс (на английски: Adams County) е  най-западният окръг в щата Илинойс, Съединени американски щати. Площта му е 2256 km², а населението - 65 737 души (2020). Административен център е град Куинси.

## История
Окръг Адамс е създаден през 1825 г. от окръг Пайк. Името му е в чест на шестия президент на Съединените щати Джон Куинси Адамс.

## География
Според Бюрото за преброяване на населението на САЩ, окръгът има обща площ от 871 квадратни мили (2 260 km 2), от които 855 квадратни мили (2 210 km 2) са земя и 16 квадратни мили (41 km 2) (1,9%) са вода.

## Съседни окръзи
- Окръг Ханкок - север
- Окръг Браун - изток
- Окръг Шуйлър - изток
- Окръг Пайк - юг
- Окръг Мариън, Мисури- запад
- Окръг Луис, Мисури - запад

## Атракции
- Мостът Бейвю - въжен мост, който води към западния американски път 24 (US 24) над река Мисисипи.
- Имението на Джон Ууд - построено между 1835 и 1838 г. от Джон Ууд, който през 1860 г. става 12-ият губернатор на Илинойс след смъртта на губернатора Уилям Бисел.
- Скаутски резерват Саукенаук
- Държавен парк Силоам Спрингс - разположен върху 3323 акра (1345 ха) в окръг Адамс и Окръг Браун, Илинойс, Съединени щати.
- Пещера Бъртън
- Златна вятърна мелница
- Вила Катарин
- Вейвъринг Парк